# Amblytropidia geniculata
Amblytropidia geniculata är en insektsart som beskrevs av Bruner, L. 1911. Amblytropidia geniculata ingår i släktet Amblytropidia och familjen gräshoppor. Inga underarter finns listade i Catalogue of Life.